# Alexis Hauser
Alexis Hauser (* 25. Mai 1947 in Wien, Österreich) ist ein österreichischer Dirigent und seit 2001 Professor für Dirigieren an der Schulich School of Music, McGill University.

## Leben und Werk
Als Kind nahm er Unterricht in Klavier (zuletzt bei Frieda Valenzi) und Violoncello (Nikolaus Hübner) und diplomierte mit Auszeichnung in Hans Swarowskys Dirigier-Meisterklasse 1970 (heutige Musik-Universität Wien).  Seine Studien ergänzte er bei Sommerkursen mit George Hurst (1968/69 in Canford, Summer School of Music, England), mit Franco Ferrara (Accademia Chigiana Siena 1969) und mit Herbert von Karajan (Sommerakademie Mozarteum 1970).
Nach seinem erfolgreichen Dirigier-Debüt mit den Wiener Symphonikern 1973 wurde er 1974 von Seiji Ozawa als Assistant Conductor des San Francisco Symphony Orchestra und im Sommer desselben Jahres nach Tanglewood eingeladen. Sein Debüt in den USA erfolgte 1975 mit dem Atlanta Symphony Orchestra und mit dem Solisten Itzhak Perlman, sowie als Dirigent an der New York City Opera und am Washington Opera House; sein erstes Auftreten in Kanada erfolgte 1976 mit dem Montreal Symphony Orchestra.

### 1980–1990
In der Folge inkludieren Hausers Gastdirigate einige der bedeutendsten internationalen Klangkörper, in Europa u. a. Rotterdamer Philharmoniker, Radio Philharmonisches Orchester Hilversum; die Radio-Symphonieorchester von Berlin, Budapest, Moskau, Wien und SWF Freiburg-Baden-Baden; Orchestre National de Toulouse, Tschechische Philharmonie Brünn, Bruckner Orchester Linz und Tonkünstler Orchester Niederösterreich, die Philharmonien von Belgrad, Zagreb, Ljubljana, Bukarest und Krakau; Gasttourneen in Finnland, Norwegen und Island.
In Amerika: u. a. die Symphonieorchester von Pittsburgh, San Francisco, Minnesota, Rochester, Montreal, Toronto, Winnipeg, Edmonton, Opera, Opera Midwest Chicago; Mexiko-Stadt, Lima (Peru), Buenos Aires;
Zu Hausers Festivaldirigaten zählen u. a. der (ehemalige) Wiener Musikalische Sommer, der Carinthische Sommer, das Festival Internazionale MusicArchitettura in L’Aquila (Italien), Grant Park Festival in Chicago, Mozart-Festival in Washington D.C., Berkshire Music Festival in Tanglewood, MusiMars (Montreal), Montreal Musiques Nouvelles, sowie das Bamboo Organ Music Festival in Manila, Philippinen.
Als künstlerischer Direktor des Orchestra London Canada (1981–1988) verschaffte Hauser diesem Klangkörper in kürzester Zeit internationales Ansehen durch die erste - und von einem hervorragenden Presseecho begleitete - Europatournee des Orchesters im Jahre 1982 und durch ein von ihm initiiertes Internationales Gustav Mahler - Festival & Symposium mit Aufführungen der „Symphonie der Tausend“. In Kanada sicherte er seinem Klangkörper seit 1983 eine Fülle von CBC-Aufnahmen und Übertragungen. Zweimal erhielt er von der “Canadian Performing Rights Organisation” den sogenannten “Award of Merit” für die kontinuierliche Pflege zeitgenössischer Musik.

### 1990–2000
Als Erster Gastdirigent der Budapester Philharmoniker (1991–95) leitete er u. a. eine TV-Aufzeichnung der 1. Symphonie von Gustav Mahler, die in ganz Europa übertragen wurde.
Von 1992 bis 1997 war er Erster Dirigent des „Festival Mozart Romana“ (Klausenburg, Rumänien): zu den Höhepunkten zählen die Fernseh-Premiere des Mozart - Requiems in der Ergänzung durch Robert Levin, sowie Aufführungen von „La Clemenza di Tito“.
In Österreich war er zwischen 1994 und 1996 künstlerischer Berater  und Hauptdirigent des zeitgenössischen Musikfestivals “Niederösterreich International” und ist seit 1999 eng mit dem  “Ensemble Wiener Collage” (Mitglieder der Wiener Philharmoniker) verbunden, mit welchem er seither Werke der Wiener Schule und mehrere zeitgenössische Uraufführungen österreichischer Komponisten im  Wiener Arnold Schoenberg Center aufführte. Seit 2013 dirigierte er auch Konzerte mit dem bei der “Wiener Sommerakademie Orpheus” auftretenden Les Orpheistes Festival Orchestra. Aktuelle Videos enthalten Schönbergs Verklärte Nacht und Erwin Schulhoff's fuenf Stuecke für Streicher
Von 1995 bis 2000 war Hauser als Musikdirektor des KCM -Orchestra Tokyo taetig. Seine Interpretation der Sechsten Symphonie von Mahler in der Suntory Hall in Tokio vom Dezember 1997 löste ein sensationelles Presseecho aus und führte zur Veröffentlichung weiterer CDs auf japanischen Labels, u. a. Messiaen’s “Turangalîla Symphonie”, Bruckners  8. und 9. Symphonie.
Zu Hausers gemeinsamen Auftritten mit zahlreichen weltweit bekannten Künstlern in Konzert und Oper zählen u. a. die Pianisten Stefan Askenase, Rudolf Buchbinder, Philippe Entremont, Jean-Philippe Collard, Anton Kuerti, André Laplante; die Geiger Itzhak Perlman, Ida Haendel, Young-Uck Kim;  die Cellisten Leonard Rose, David Geringas und Matt Haimovitz; sowie die Sänger Jane Archibald, Maureen Forrester, Michael Schade, Jane Eaglen, Dmitri Pittas, Joseph Rouleau, Jerry Hadley, Alan Titus.

### 2000-heute
Als künstlerischer Direktor des McGill Symphony Orchestra Montreal (MGSO) erhielt Hauser bereits am Ende seiner ersten Saison (2001/2) Einladungen vom Festival International Lanaudière in Quebec, Kanada, und von der New Yorker Carnegie Hall. Die „Montreal Gazette“ bezeichnete 2001 Hausers Aufführungen von Verdis Falstaff “eine Offenbarung” („a revelation“), würdigte 2001 seine Interpretation der Zehnten Symphonie von Mahler (in der Auffuehrungsversion von D. Cooke) unter den zehn besten des Jahres („top 10 of 2002 - Classical Music“) und bezeichnete im Dezember 2011 Hausers Interpretation der Dritten Symphonie von Gustav Mahler mit dem MGSO als die “denkwürdigste” (“most memorable”) des Jahres.
2004 dirigierte Hauser die kanadische Erstaufführung der Originalfassung von Mahler's “Das klagende Lied”; 2005 brachte er gemeinsam mit dem Regisseur François Racine eine Neuproduktion von Harry Somer’s kanadischer Nationaloper “Louis Riel” am Place des Arts in Montreal heraus, welche mit dem “Prix Opus: Événement musical de l’année” des “Conseil québécois de la musique”ausgezeichnet wurde. Vor kurzem erschien Hausers jüngstes CD-Album, welches Messiaens “L’Ascension” mit Mahlers “Auferstehungs-Symphonie” kombiniert. Im März 2011 dirigierte er die kanadische Premiere von Pierre Boulez' Notations pour orchestre I - IV & VII, und im März 2012 die Pan-Amerikanische Erstaufführung der “Sinfonie (1975)” des österreichischen Komponisten Friedrich Cerha. Zu den Höhepunkten der Saison 2012/13 zählen live Video-Aufzeichnungen der „Babi Jar“ – Symphonie von Dmitri Schostakowitsch, Aufnahmen von Claude Viviers “Orion” for Naxos Records, die Veröffentlichung einer neuen CD von Gustav Mahlers Dritter Symphonie, sowie spezielle Events zum 200. Geburtstag von Wagner und Verdi. Auf Einladung von Kent Nagano  dirigierte Hauser 2013 das MGSO erstmals im Maison symphonique (dem neuen Konzertsaal in Montreal), wobei Ravel’s “Daphnis et Chloé” – Suite No. 2 zur Video-Publikation live aufgezeichnet wurde und die Montreal-Premiere von Kaija Saariaho’s “Laterna magica” stattfand. 2014 leitete er die Uraufführung der beiden Orchester-Etueden op. 69 des polnisch-österreichischen Komponisten Zdzislaw Wysocki, und im Februar 2016 ist er mit seinem MGSO der Dirigent der Erstaufführung außerhalb Europas von Wolfgang Rihms „Transitus“ in Montreal (bisherige Aufführungen dieses Werkes gab es nur vom Mailänder Scala - Orchester und vom WDR Köln).
2013 übernahm Hauser in Montreal eine neue Position als künstlerischer Leiter von „Pronto Musica“, einem Klangkörper bestehend aus exzellenten jungen professionellen Musikern, die ihre Studien abgeschlossen haben und vor Eintritt ins volle Berufsleben stehen. Die Mission dieses Orchesters ist einzigartig in Kanada und ähnelt jener des seinerzeit von Leopold Stokowski gegründeten American Symphony Orchestra in New York. Neben der Pflege kanadischer Komponisten (Denis Gougeons „La Fête sacrée“ im März 2013 und Alan Belkins Ouvertüre „Night Passages“ im Februar 2015) kamen inzwischen wesentliche Werke von Mozart, Beethoven, Schubert, Rossini, Wagner, Tschaikowsky und Schostakowitsch zur Aufführung. Anhand des Requiems von Gabriel Fauré wird Pronto Musica in der Saison 2015/16 erstmals auch mit einem Chor zusammenarbeiten.

## Auszeichnungen
1974 wurde Hauser Gewinner des renommierten Koussevitzky-Dirigentenpreises des Boston Symphony Orchestra und Rezipient des Leonard Bernstein - Stipendiums für Tanglewood.

## Lehrtätigkeit
Als passionierter Lehrer leitete Hauser Dirigier-Workshops am Royal Conservatory in Toronto und an der Universität für Musik und darstellende Kunst in Graz. Er dirigierte die Orchester der Juilliard- und der Manhattan School of Music in New York; weiters das Chicago Civic Orchestra (Training-Orchester der Chicago Symphony) und die St. Louis Philharmonie (Missouri, USA); seit 2001 leitet er die Dirigentenklasse an der Schulich School of Music/McGill University in Montreal.